# کامل خیرخواه
کامل خیرخواه (زادهٔ ۱۳۱۷ در گیلده) نمایندهٔ حوزهٔ انتخابیهٔ لاهیجان در دورهٔ پنجم مجلس شورای اسلامی بوده‌است. وی پیش‌تر در دورهٔ سوم نیز عضو این مجلس بود.